# Візантійсько—венеційський договір (1082)
Візантійсько-венеційський договір 1082 року — торгова і оборонна угода, укладена між Візантійською імперією з Венеційською республікою з метою протистояти норманській загрозі. Угода була оформлена хрисовулом (Золотою буллою), виданим імператором Олексієм I Комніном. Вона надала венеційцям значні торговельні поступки в обмін на допомогу венеційського флоту в протистоянні Візантії з південноіталійськими норманами і мала великий вплив як на Візантійську імперію, так і на Венеційську республіку та значною мірою визначив їхні стосунки на найближче століття.

## Передумови
Захопивши в 1071 році порт Барі, останнє візантійське володіння в південній Італії, нормани звернули свій погляд на візантійські території вже на Балканському півострові і навіть сам Константинополь. Влітку 1080 Роберт Гвіскар, нормандський герцог Апулії, Калабрії та Сицилії почав широкомасштабну підготовку до війни проти Візантії. У квітні 1081 року передова частина нормандської армії на чолі з сином Гвіскара Боемундом, висадилася на Балканах, захопила важливий порт Валону і чекала Роберта в Бутринті. У травні 1081 Роберт на чолі головної армії прибув до Валони, звідки норманський флот попрямував на південь і без бою зайняв острів Корфу. Забезпечивши собі необхідну базу на острові, флот Роберта рушив північше до Діррахія (Дуррес в сучасній Албанії) і восени 1081 року розпочав тривалу облогу міста, що мало стратегічне значення, оскільки було поєднане з Константинополем прямою Егнаті́євою дорогою (лат. Via Egnatia). У жовтні 1081 року на допомогу Діррахію прибув на чолі нової візантійської  армії імператор Олексій I Комнін. 18 жовтня 1081 між військами Роберта Гвіскара і Олексія Комніна відбулася битва при Діррахії, описана Анною Комніною в «Алексіаді», під час якої нормани завдали візантійським військам поразки і змусили Олексія Комніна відступити. 21 лютого 1082, через кілька місяців після відступу візантійської армії, Роберт зумів взяти Діррахій і розпочав звідти свій похід вглиб візантійських земель.

## Укладення візантійсько-венеційського договору
Станом на початок 1080-х років війско південноіталійських норманів становило смертельну небезпеку для Візантійської імперії. В свою чергу, норманська активність по захопленню територій навколо південного узбережжя Адріатичного моря викликала занепокоєння і у Венеційської республіки, яка не бажала, щоб обидва береги вузької протоки, що сполучала Середземне море з Андріатичним, яке Венеція вважала своїм «внутрішнім озером», потрапили під контроль однієї потужної сили. Крім того, спокуса отримати торгові привілеї у Візантійській імперії, важливому посереднику в торгівлі східними товарами була надзвичайно приваблива для купецького правлячого класу Венеційської республіки.
Згідно хрисовулу 1082 року, в обмін на торгові поступки Венеційська республіка обіцяла надати Візантії військову підтримку венеційського флоту в боротьбі з норманами Роберта Гвіскара. Така допомога була надзвичайно важливою для Візантії, оскільки імперія не мала власного потужного флоту.
В обмін на військову підтримку венеційського флоту, Візантійська імперія зробила велику кількість торговельних поступок Венеційській республіці. Візантійці дозволяли венеційцям торгувати по всій імперії без стягнення податків. Венеційцям також було дозволено контролювати головну портову інфраструктуру Константинополя, а також кілька ключових публічних установ. Договір також надавав різні формальні почесті венеційському дожу разом із доходом. Нарешті, венеційцям було надано власний район в Константинополі з магазинами, церквою та пекарнею, що можна порівняти з концесіями територій в часи колоніалізму XIX століття.

### Умови
- Митним та фінансовим візантійським чиновникам було заборонено оглядати товари венеційців та стягувати з них мито.
- Венеційцям були відкрита велика кількість морських стоянок, де вони могли безкоштовно приставати і вивантажувати свої товари, так само як території, якими вони могли вільно ходити, не платячи ні за ввезення, ні за вивезення товарів, ні при їх продажу, ні при купівлі.
- На користь венеційських церков передавалися 20 ліврів, дож отримував титул протосіваста з належною цьому званню грошовою винагородою, венеційському патріарху надавався титул іпертима зі жалуванням в 15 ліврів. На користь собору Святого Марка у Венеції встановлено податок з усіх майжефітанців, які живуть в імперії та займаються торгівлею та ремеслами, по три мита з кожного.
- У Константинополі для використання венеційцями, що перебувають з торговельними цілями, був наданий великий квартал і три морські пристані між юдейськими воротами і Віглою на мисі, що вдається в Босфор поблизу мосту.
- На території Візантійської імперії венеційцям надавалось право доступу до Лаодікеї, Антіохії, Мопсуестії, Тарсу, Атталії, Хіосу, Ефесу, Драча, Авлона, Бондиця з островом Корфу, Модона і Корона, Навплія, Коринфа, Фів, Афін, Негропонта, Димитріади, Солуня, Стримона, Абідоса, Адріанополя, Іраклія, Силиврія та Константинополя. У всіх згаданих місцях вони мали право торгувати вільно, не вносячи жодних мит і не роблячи жодних внесків до скарбниці за товари, що ввозяться і вивозяться, будучи вільними від влади морського епарха, від логофету скарбниці, комеркіаріїв, хартуларіїв, лічильників і всіх інших чиновників, оскільки венеційцям надавалось право безмитної торгівлі всілякими видами товарів. Якщо ж якийсь чиновник порушить права венеційців, він має бути оштрафований на користь візантійського двору (των οικειακων) на суму 10 ліврів і виплатити венеційцям відшкодування в чотирикратному розмірі від тієї суми, на яку з його вини зазнали збитків венеційські купці.

## Наслідки договору
У 1083 р. венеційська ескадра, що прибула в гавань Дураццо, допомогла візантійцям відбити у норманів острів Керкіра. В 1084 венеційський флот розбив біля Дураццо нормандський флот і вибив нормандців з міста. В подальшому венеційці мало що робили для зупинки норманів, але ти не менш отримували великі переваги від торгових пільг, якими вони тепер користувалися на території Візантії завдяки договору 1082 року. Здатність Візантійської імперії відновити свою силу була значно зменшена через величезні доходи, від яких імперія відмовилася, коли дозволила венеційцям вільно торгувати на власній території без стягнення податків. Це значним чином підірвало економічні можливості Імперії та, зрештою, поклало початок її остаточному занепаду.
Це спричинило поступове ослаблення візантійських купців і ремісників, обкладених важкими візантійськими податками, яким було важко витримувати конкуренцію зі звільненими від оподаткування венеційцями. Тому вже наступний імператор, Іоанн II Комнін (1118—1143), скористався ослабленням норманнської загрози і вирішив захистити економіку країни від засилля іноземних купців, відмовившись дотримуватись умов хрисовулу 1082 року. Це призвело до Венеційсько-візантійської війни 1122—1126 років,під час якої венеційський флот здійснював набіги на прибережні райони Візантії і змусив її імператора видати новий хрисовул з підтвердженням старих привілеїв та додаванням нових. На противагу все більшому економічному впливу Венеційської республіки, Іоанн II спробував поліпшити торгові умови для Пізи та Генуї, але Венеція все одно продовжувала нарощувати свою могутність.